# 侧泳
侧泳是一个游泳姿势，指游泳者位于身体不对称的手臂和腿部運動，救者拖帶溺者或物品時的救生方法之一。侧泳可使游泳者增加耐力，这是因为不是以同样的方式同时运动胳膊和腿。一名疲于行使一方的游泳运动员可以转身使用另一方，改变行动帮助四肢恢复。 
双手像桨一样行动，不要用倾斜的动作浪费任何力量。在右侧的普通游泳中，左臂轻轻地在水中移动，几乎处于静止状态。然后，当先使用的手臂变得疲劳时，游泳者转向另一侧，左臂在右臂停止时运作。

## 历史
侧泳在古代发展起来，游泳者发现侧泳并不十分消耗体力。因为头部自然地转向侧面，使肩膀下降。在这种情况下，剪刀踢会很容易的进行。